# Lysimachia mauritiana
Lysimachia mauritiana är en viveväxtart som beskrevs av Jean-Baptiste de Lamarck. Lysimachia mauritiana ingår i släktet lysingar, och familjen viveväxter.

## Underarter
Arten delas in i följande underarter:
- L. m. rubida
- L. m. taiwaniana

## Bildgalleri

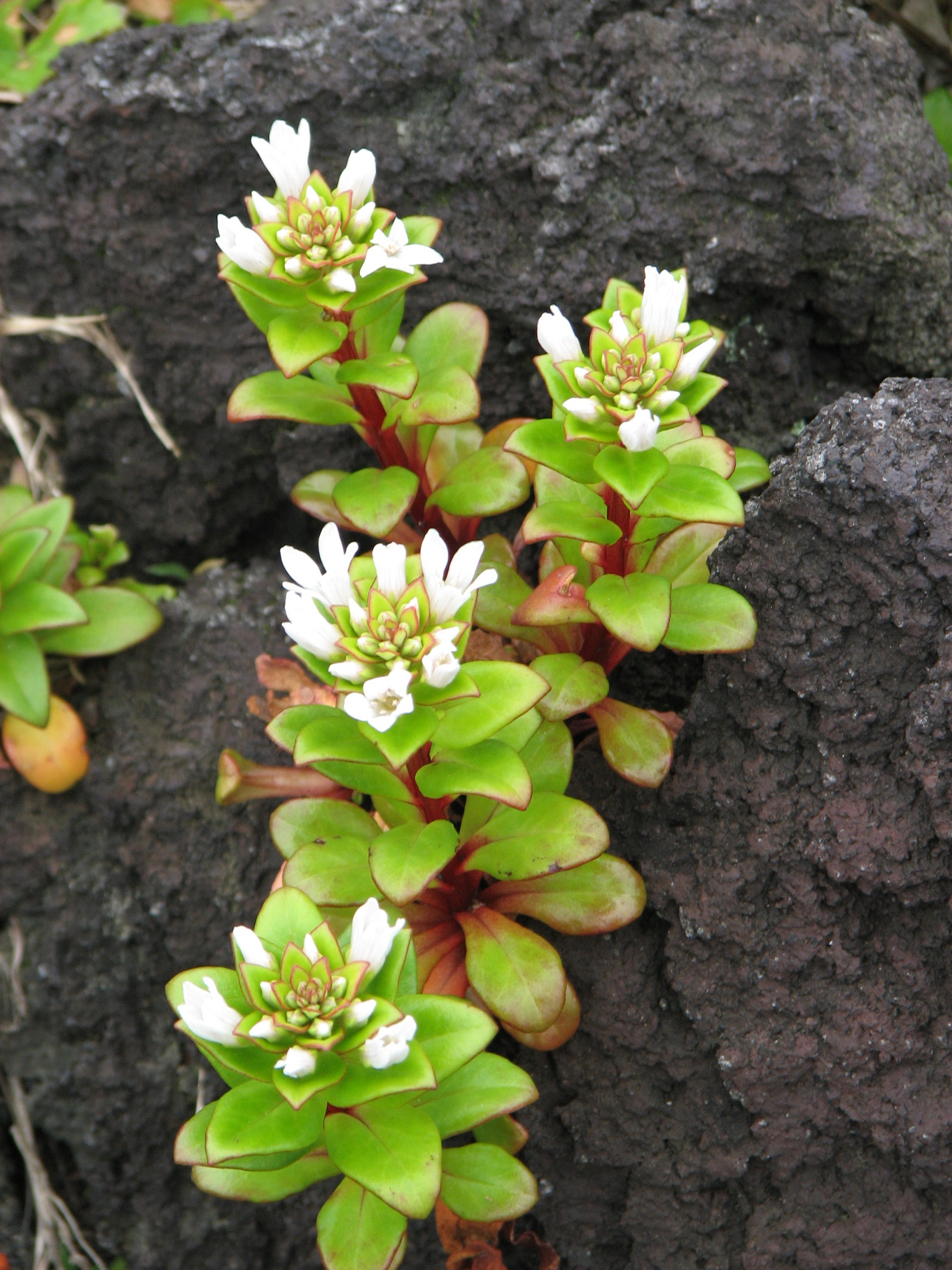
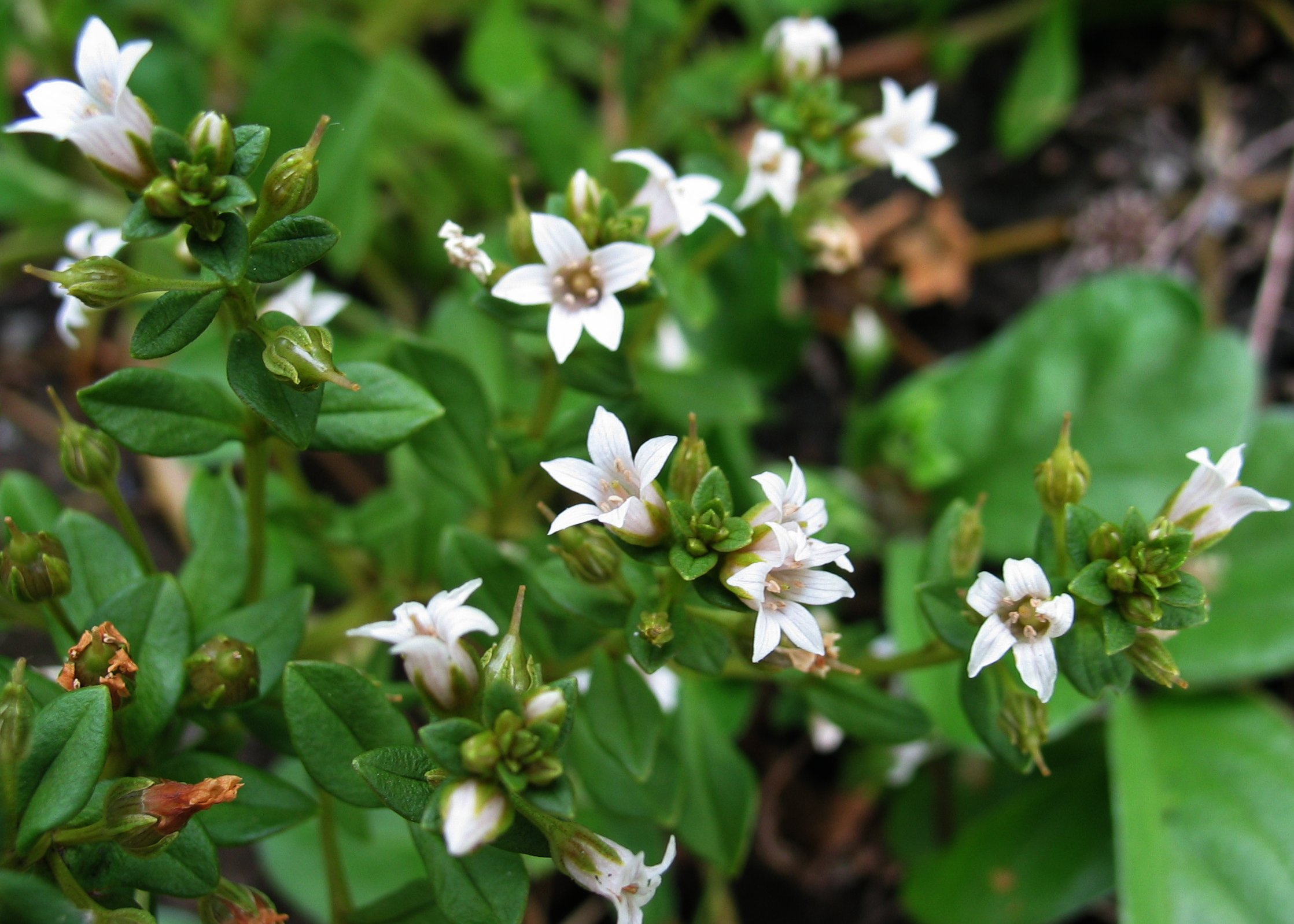
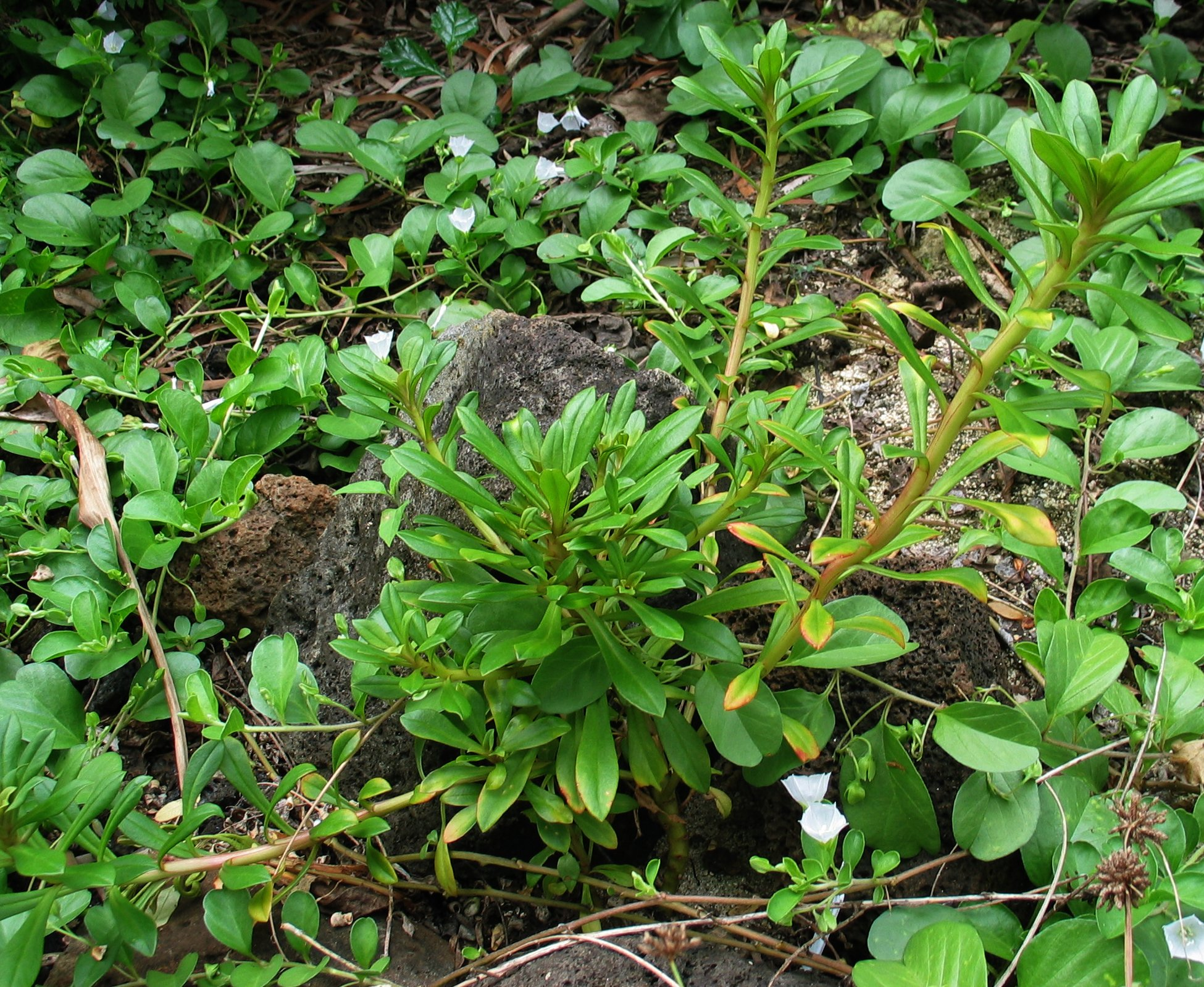
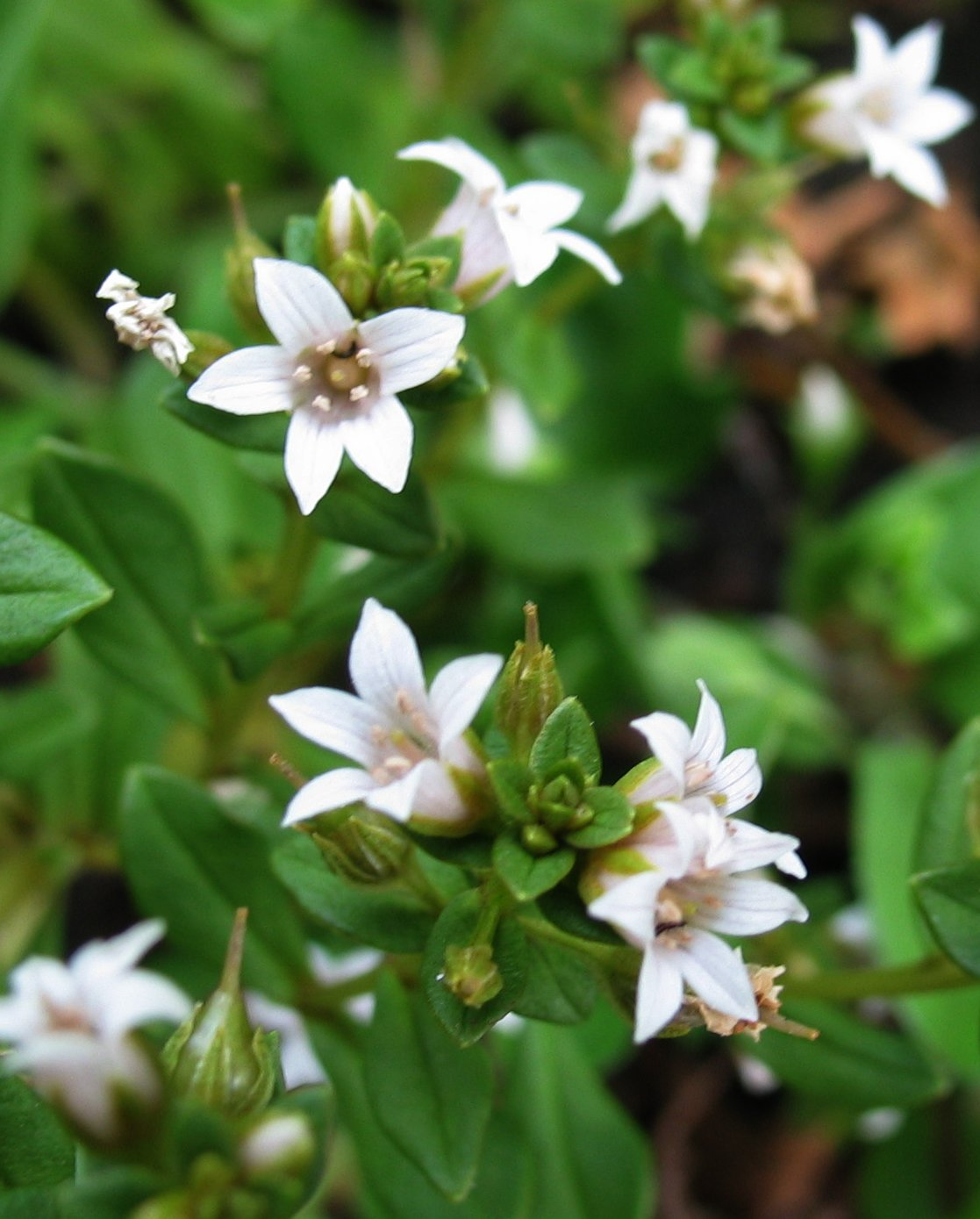